# Nymula agle
Nymula agle är en fjärilsart som beskrevs av William Chapman Hewitson 1852. Nymula agle ingår i släktet Nymula och familjen Riodinidae. Inga underarter finns listade i Catalogue of Life.